# Liste des lieux de culte de Mulhouse
Bien qu'ayant eu une tradition catholique pendant tout le Moyen Âge, Mulhouse se « convertit » au XVIe siècle et devint une Terre de Réforme. Conjuguant à cela une immigration variée, la ville présente aujourd'hui une grande diversité de lieux de culte.
Dans le département du Haut-Rhin, les dispositions juridiques de la loi du concordat de 1801 demeurent en application.

## Lieux de culte chrétiens protestants ou évangéliques
- Église évangélique Luthérienne Libre (21 chemin des Ardennes)[2].
- Temple Saint-Étienne, 15 place de la Réunion, classé monument historique, il est l'édifice protestant le plus haut de France.
- Église de la Porte Ouverte Chrétienne, de confession pentecôtiste (60 rue Kingersheim)[3].
- Temple Saint-Jean de Mulhouse (15 rue de la Synagogue), plus de culte célébré depuis Juin 2022 mais des concerts d'orgue sont régulièrement organisés[4].
- Chapelle Réformée Saint-Marc de Mulhouse (rue de Romains à Bourtzwiller), plus de culte célébré depuis juin 2022.
- Temple Saint-Paul de Mulhouse (19 rue 4ème division marocaine de Montagne).
- Temple protestant de Dornach (20 rue Gustave Schaeffer), il n'y a plus de culte célébré depuis juin 2022.
- Église luthérienne Saint-Martin de Mulhouse (15 rue du Saule). Depuis l'été 2022, les paroisses concordataires de Saint-Marc, Saint-Jean, Dornach et Terre Nouvelle célèbrent un culte commun dans cette église, dans le cadre de la Dynamique Mulhousienne. Les cultes sont retransmis sur YouTube depuis le confinement de 2020[5].
- Temple méthodiste Tabor de Mulhouse (34 rue des Vergers)[6].
- Temple adventiste de Mulhouse (23 Grand-Rue).
- Temple Baptiste de la Bonne Nouvelle (9 rue des Charpentiers)[7].
- Église Protestante Réformée Terre Nouvelle (rue George Sand), il n'y a plus de culte célébré depuis juin 2022.
- Église évangélique tziganes (9 rue Tisserands).
- Église évangélique (47 rue Taillis)[8]
- Évangélique montagne de feu et des miracles (2 rue Strasbourg).
- Église protestante évangélique - Assemblée de Dieu (61 rue Brunstatt)[9].
- Réunions évangélique (3 rue de la Loi) [10].
- Chapelle évangélique (2 rue Schlumberger)[11].
- Chapelle protestante du cimetière central (rue Lefebvre).
- Poste d'évangélisation de l'Armée du salut, (8 rue du Tilleul)[12].

## Lieux de culte catholiques
- Église Saint-Étienne[13] (10, rue Magenta);
- Église du Sacré-Cœur[14],[15] (84, rue de Verdun);
- Église Sainte-Marie[16],[17],[18] (13, rue du Couvent);
- Église Saint-Fridolin[19] (66, rue des Pins);
- Église Saint-Joseph[20],[21] (91, rue de Strasbourg);
- Église Saints-Pierre-et-Paul[22],[23] (22A, rue Daguerre);
- Église Sainte-Thérèse-de-l'enfant-Jésus[24],[25] (5, avenue DMC);
- Église Sainte-Jeanne-d'Arc[26],[27],[28] (42, boulevard des Alliés);
- Église Saint-Jean-Bosco[29],[27],[30] (5, rue du 57e-Régiment-de-Transmissions);
- Église Sainte-Geneviève[31],[32] (20, rue de Stalingrad);
- Église Saint-Barthélémy[33],[34],[35] (95, rue du Château-zu-Rhein);
- Église Saint-François-d'Assise[36],[37],[38] (3, rue Fénelon);
- Chapelle Saint-Luc[39],[40] (46A, rue Albert-Camus);
- Église Saint-Antoine[41],[42],[43] (68, rue de Soultz)
- Chapelle Sainte-Claire[42],[44] (18, rue de l'Armistice)
- Chapelle du cimetière catholique[45] (rue Lefèbvre)
- Chapelle de la clinique du Diaconat[46] (19, rue d'Alsace)
- Chapelle du centre hospitalier du Hasenrain (rue de Reichenstein)
- Chapelle Saint-Jean (19, Grand-Rue)
- Chapelle du centre de vaccination de Mulhouse la Fraternité (rue Engel Dollfus).

## Lieux de culte juifs
- Synagogue de Mulhouse (rue de la Synagogue), achevée en 1849, une de ses caractéristiques était d'avoir un orgue, détruite lors d'un incendie en 2010.
- Bâtiment pour la purification, du cimetière central (rue Lefebvre).
- Synagogue de Dornach 1851 (rue Gustave Schaeffer). Plus aucun culte n'y est célébré depuis 2002[47],[48].
- En juin 2024, l'ancienne synagogue-oratoire de la rue des juifs de 1851 est transformée sous l'égide de la ville en résidence pour jeunes artistes diplômés de la HEAR[49].

## Lieux de culte musulmans
- Mosquée An Nour de Mulhouse, 178 rue d'Illzach [50]
- Mosquée As Salam de Mulhouse , 39 rue de la 4e division marocaine de montagne [51]
- Mosquée Bilal de Mulhouse
- Mosquée Qoba
- Mosquée Annasr de Mulhouse

## Autres chrétiennes
- Salle du royaume des témoins de jéhovah (4 rue 4ème division marocaine)
- Église de Jésus-Christ des saints des derniers jours (29 rue Albert Meyer)
- Église néo-apostolique (4 rue Antoine Herzog)